# Euprotomus
Euprotomus là một chi ốc biển, là động vật thân mềm chân bụng sống ở biển trong họ Strombidae, họ ốc nhảy.

## Các loài
Các loài thuộc chi Euprotomus bao gồm:
- Euprotomus aurora Kronenberg, 2002[2]
- Euprotomus bullata (Röding, 1798)[3]